# Diana Šumová
Diana Šumová (* 25. September 1994) ist eine ehemalige tschechische Tennisspielerin.

## Karriere
Šumová spielte vor allem Turniere der ITF Women’s World Tennis Tour, wo sie drei Titel im Einzel gewinnen konnte.
Ihre letzten Profimatches spielte sie im September 2019.

## Turniersiege

### Einzel
| Nr. | Datum             | Turnier | Kategorie   | Belag | Finalgegnerin       | Ergebnis |
| --- | ----------------- | ------- | ----------- | ----- | ------------------- | -------- |
| 1.  | 8. September 2013 | Berlin  | ITF $15.000 | Sand  | Ysaline Bonaventure | 6:3, 7:5 |
| 2.  | 13. Oktober 2013  | Russe   | ITF $10.000 | Sand  | Lina Gjorcheska     | 6:1, 6:3 |
| 3.  | 1. Oktober 2017   | Brünn   | ITF $15.000 | Sand  | Johana Marková      | 6:1, 6:2 |